# Acanthodoxus delta
Acanthodoxus delta är en skalbaggsart som beskrevs av Martins och Monné 1974. Acanthodoxus delta ingår i släktet Acanthodoxus och familjen långhorningar. Inga underarter finns listade i Catalogue of Life.